# الحسين بن علي بن محمد القرشي
الحسين بن علي بن محمد بن جعفر بن إبراهيم بن الوليد الأنف القرشي (المعروف بابن الوليد) كان الداعي المطلق الإسماعيلي الطيبي الثامن في اليمن، من عام 1230 حتى وفاته عام 1268.

## الحياة
كان ابن الداعي الخامس، علي بن محمد بن الوليد، وبالتالي كان عضوًا في عائلة بني الوليد الأنف، التي سيطرت على منصب الداعي المطلق بشكل مستمر تقريبًا في القرن الثالث عشر إلى أوائل القرن السادس عشر. كان منصب الداعي المطلق هو السلطة العليا للمجتمع الطيبي بصفتهم نوابًا للإمام الغائب، الطيب أبو القاسم، الذي بقي في الغيبة.
مثل والده، كان للحسين علاقات وثيقة مع سلالة بني رسول في صنعاء، وحول العديد من أعضائها إلى الإسماعيلية الطيبية، وكذلك فرع بني حاتم من سلالة حمدان ذي مرمر. ونقل الحسين مقر الدعوة الطيبية إلى ذي مرمر لفترة وجيزة، قبل أن يعود إلى صنعاء.
كان أيضًا مؤلفًا لعدد من الرسائل حول العقيدة الطيبية (الحقائق)، ولا سيما كتاب المبدأ والمعاد، الذي يتناول المفاهيم الطيبية في علم الكون وعلم الآخرة.
وخلفه ابنه علي بن الحسين (ابن الوليد) [الإنجليزية]، الذي كان المساعد الرئيس لوالده.

## الأعمال
ينسب إليه كتالوج من الأدب الإسماعيلي يعود للقرن الثامن عشر العديد من الأعمال في اللاهوت الباطني (الحقائق)، والتي يحتفظ بها البهرة المستعلية في الهند. معظمها غير منشور، ويحتفظ بها معهد الدراسات الإسماعيلية في لندن في نسخ تعود إلى القرن التاسع عشر أو العشرين.
وقد حرر هنري كوربين ونشر كتابه رسالة المبدأ والمعاد، وهو عرض موجز ومختصر لمذهب الطيبية في علم الكون وعلم الآخرة، في موسوعة ثلاثية إسماعيلية (طهران وباريس، 1961). وقد كتب أيضًا رسالة الوحيدة. فصل من عمل آخر، رسالة الإيضاح والبيان، الذي يفسر قصة سقوط آدم على أنها استعارة لتمرد وسقوط العقل الكوني [الإنجليزية]. وقد حرره برنارد لويس في التفسير الإسماعيلي لسقوط آدم، في نشرة مدرسة الدراسات الشرقية والأفريقية [الإنجليزية] المجلد. 9 (1938)، ص. 691-704، وحللها دانييل دي سميت في: شجرة معرفة الخير والشر. تحوّل في موضوع توراتي في الإسماعيلية الطيبية، في دراسات في اللغة العربية والإسلام. وقائع المؤتمر التاسع عشر، الاتحاد الأوروبي للعرب والإسلاميين، هالي 1998 (لوفين، 2002)، ص. 513–521.